# David Chalmin
David Chalmin (Chambéry, 1980) es un compositor, productor, técnico de sonido y músico francés. Es miembro del grupo Triple Sun.

## Biografía
Las colaboraciones de David Chalmin van desde la música clásica hasta el rock experimental : Katia y Marielle Labèque, Madonna
, Rufus Wainwright, Matt Elliott, Kalakan, Shannon Wright...
Sus composiciones han sido tocadas en los siguientes lugares : Walt Disney Concert Hall, Filarmónica de París, Sala Pleyel en París, Orquesta Radiofónica de la WDR de Colonia, King's Place de Londres, Koerner Hall de Toronto.
Chalmin ha compuesto música para varios clientes de la industria de la moda : Alberta Ferretti, Givenchy, Vogue, Neiman Marcus.
Gestiona dos estudios de grabación : estudio K de París y el estudio KML de Roma.

## Discografía
- 2006 : Red Velvet (KML Recordings)
- 2007 : Dimension X (con Massimo Pupillo ZU y Chris Corsano) (KML Recordings)
- 2008 : B For Bang - Across The Universe of Languages (KML Recordings)
- 2011 : B For Bang - Rewires The Beatles (KML Recordings)
- 2013 : Minimalist Dream House (KML Recordings)[7]
- 2014 : UBUNOIR (Debout!)
- 2016 : Triple Sun - The City Lies In Ruins (Consouling Sounds)

## Producción

### Katia y Marielle Labèque
- 2009 : Erik Satie
- 2009 : Shape Of My heart (con Sting)
- 2010 : The New CD box
- 2011 : Gershwin-Bernstein, Rhapsody in Blue - West Side Story
- 2011 : Nazareno
- 2013 : Minimalist Dream House[8]
- 2015 : Sisters

### Matt Elliott
- 2013 : Only Myocardial Infarction Can Break Your Heart (Ici d'ailleurs...)
- 2016 : The Calm Before (Ici d'ailleurs...)

### Otras producciones
- 2010 : Kalakan - Kalakan
- 2011 : Nadéah - Venus Gets Even
- 2015 : Angélique Ionatos - Reste la lumière
- 2015 : Gaspar Claus & Pedro Soler
- 2017 : Shannon Wright - Division